# 唐櫃古墳
唐櫃古墳（からびつこふん、明賀古墳）は、広島県庄原市川西町にある古墳。形状は前方後円墳。広島県指定史跡に指定されている。

## 概要
広島県北東部、江の川支流の西城川北岸の丘陵尾根先端部の緩傾斜面に築造された古墳である。1993-1994年度（平成5-6年度）に発掘調査が実施されている。
墳形は前方後円形で、前方部を西南西方向に向ける。墳丘は、後円部で2段築成の可能性がある。墳丘周囲には周溝が巡らされる。埋葬施設は横穴式石室で、南方向に開口する。石室全長13.1メートルを測る大型石室であり、広島県では最大級の規模になる。石室内からは、副葬品として銀製山梔形空玉・金銅製鈴のほか装身具・武器・馬具・須恵器が検出されている。耳環3対の検出や須恵器の内容から、少なくとも3体の埋葬が推測される。
築造時期は、古墳時代後期の6世紀後半頃と推定され、7世紀後半頃までの追葬が認められる。当該時期では備後北部で最大規模の前方後円墳であるとともに、広島県内では横穴式石室を埋葬施設とする前方後円墳は少ないなか、県内最大級の大型石室を有する前方後円墳として注目される古墳になる。
古墳域は1993年（平成5年）に広島県指定史跡に指定されている。現在では史跡整備のうえで公開されている。

## 遺跡歴
- 1993年（平成5年）2月25日、広島県指定史跡に指定。
- 1993-1994年度（平成5-6年度）、広島県史跡指定及び遺跡整備に伴う発掘調査（庄原市教育委員会、2000年に報告書刊行）[1]。
- 史跡整備（庄原市教育委員会、2005年に報告書刊行）。

## 墳丘

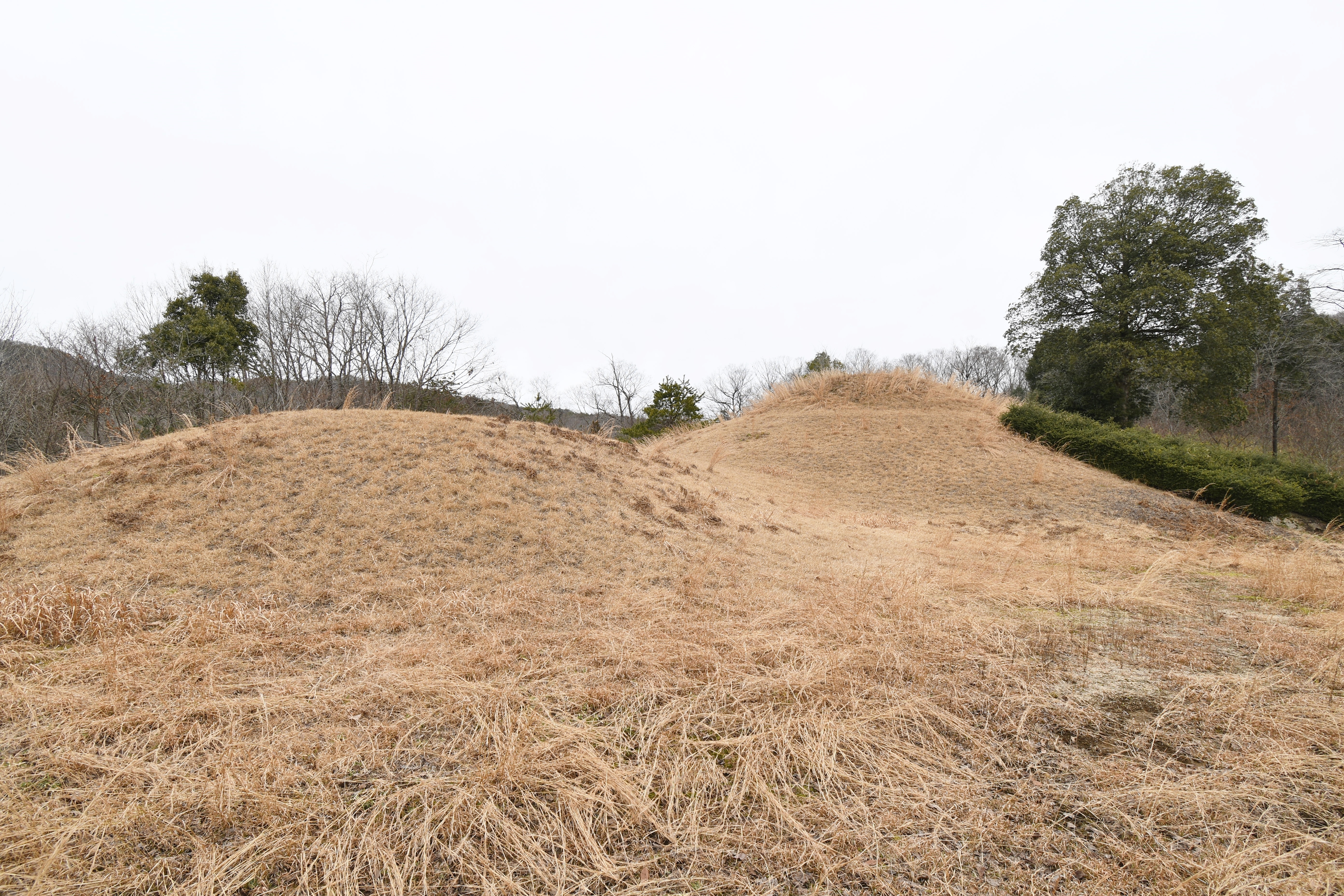
墳丘
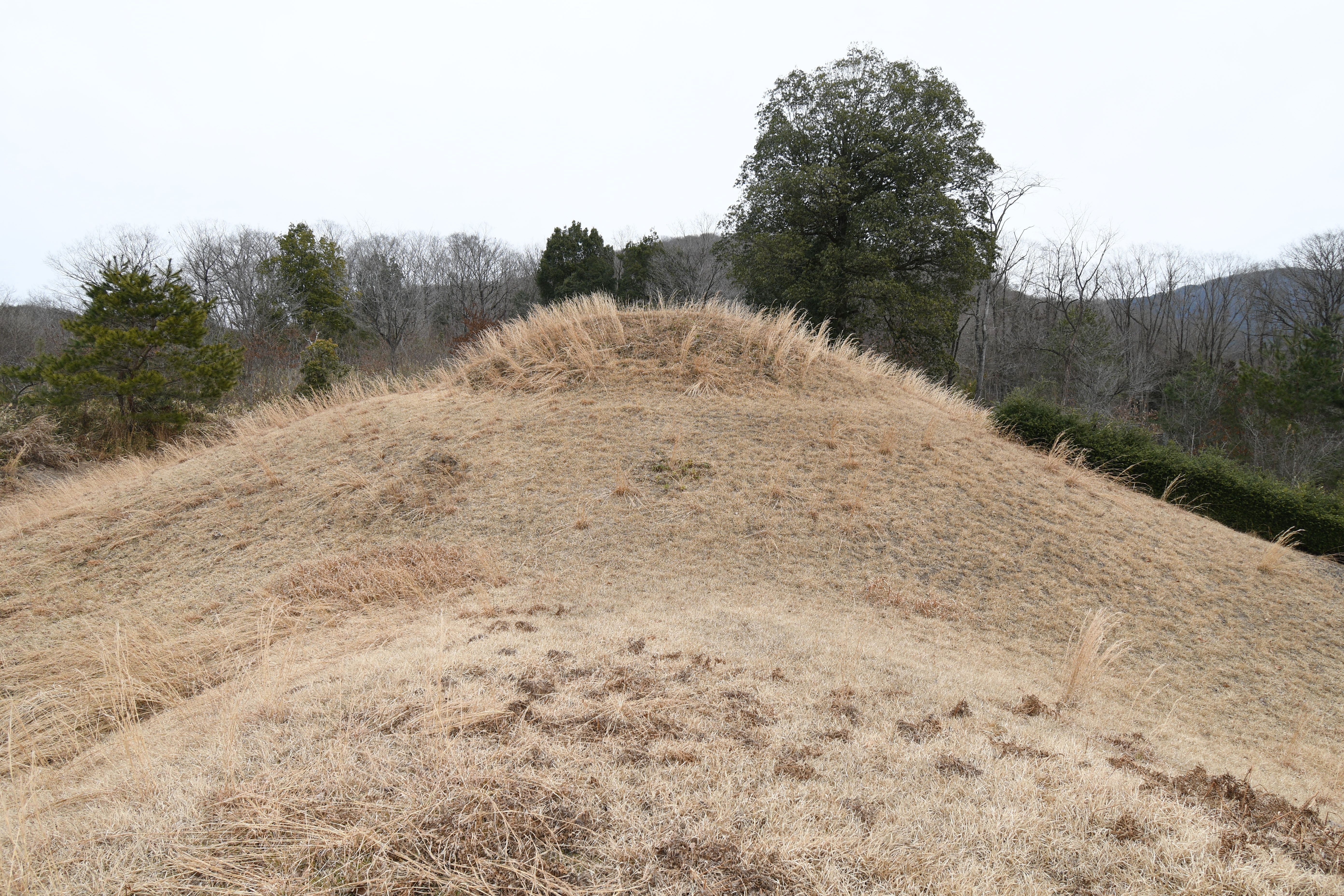
前方部から後円部を望む
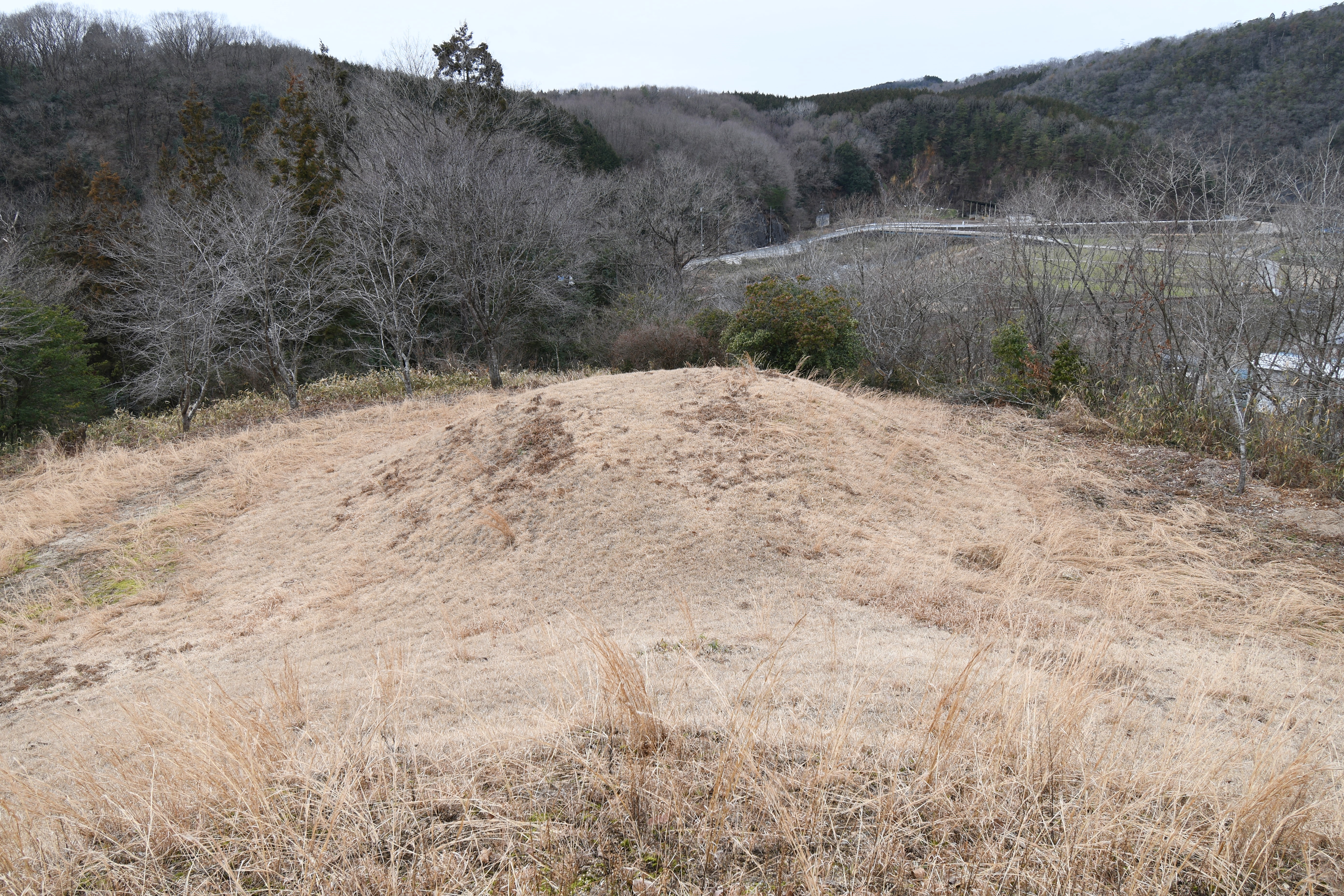
後円部から前方部を望む

墳丘の規模は次の通り。
- 墳丘長：41.4メートル
- 後円部
  - 直径：28.8メートル
  - 高さ：5.4メートル
- 前方部
  - 幅：14.4メートル
  - 高さ：2.5メートル

- 墳丘
- 前方部から後円部を望む
- 後円部から前方部を望む

## 埋葬施設

石室俯瞰図

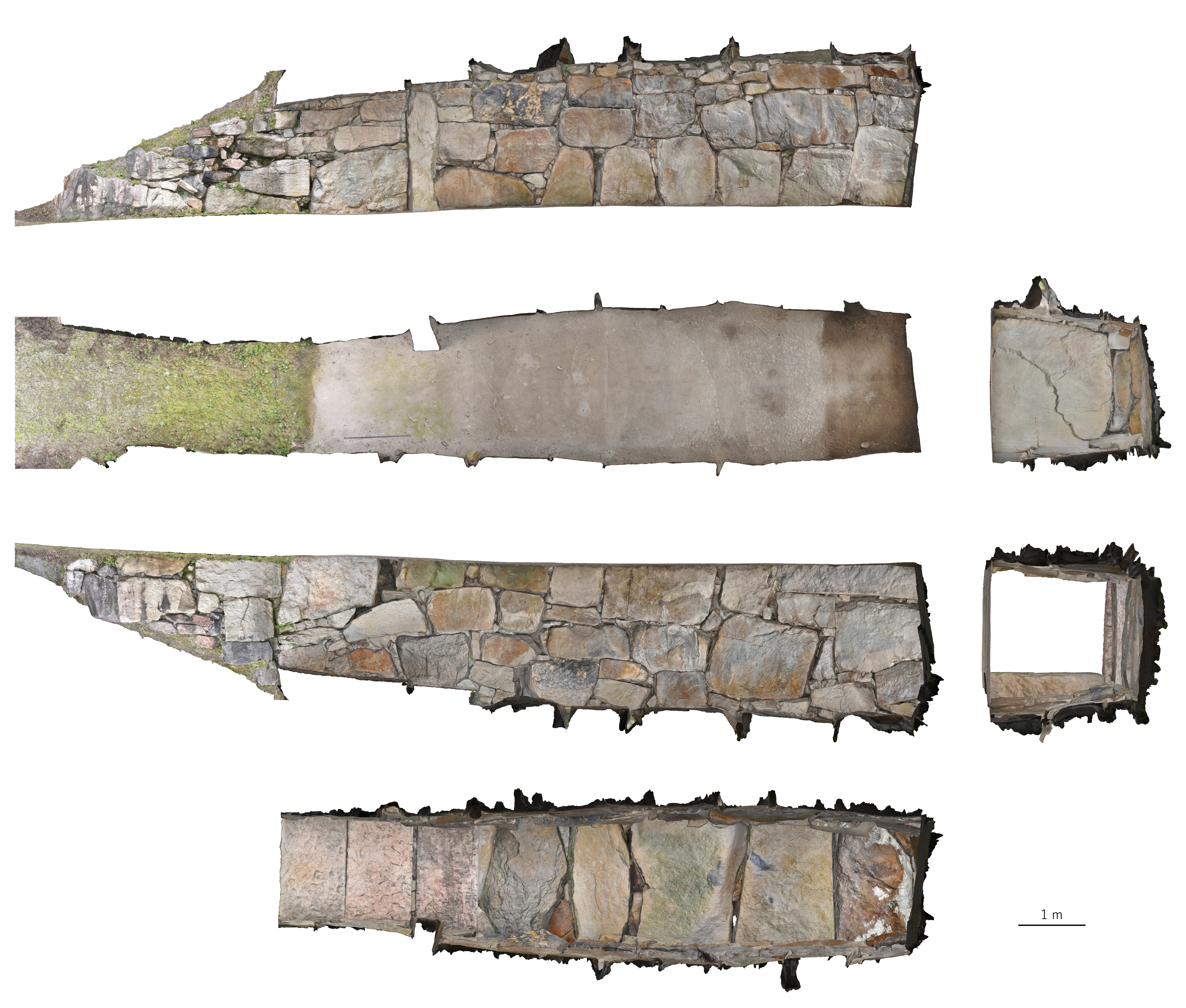
石室展開図

埋葬施設としては横穴式石室が構築されており、南方向に開口する。石室の規模は次の通り。
- 石室全長：13.1メートル
- 玄室：長さ7.2メートル、幅2.4メートル、高さ2.6メートル
- 羨道：長さ5.9メートル

西側側壁には玄門立柱石があり、玄室・羨道の境をなす。

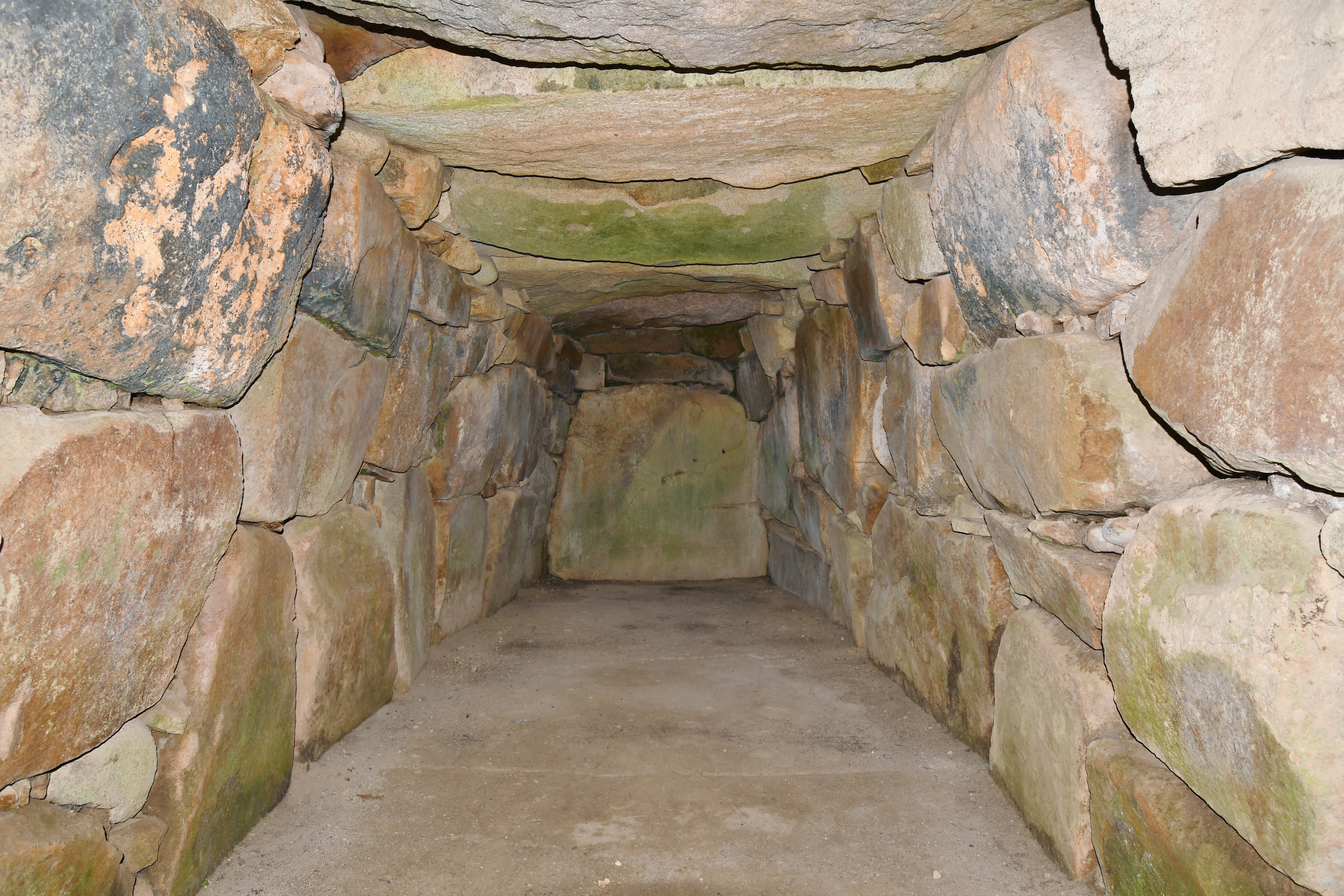
玄室（奥壁方向）
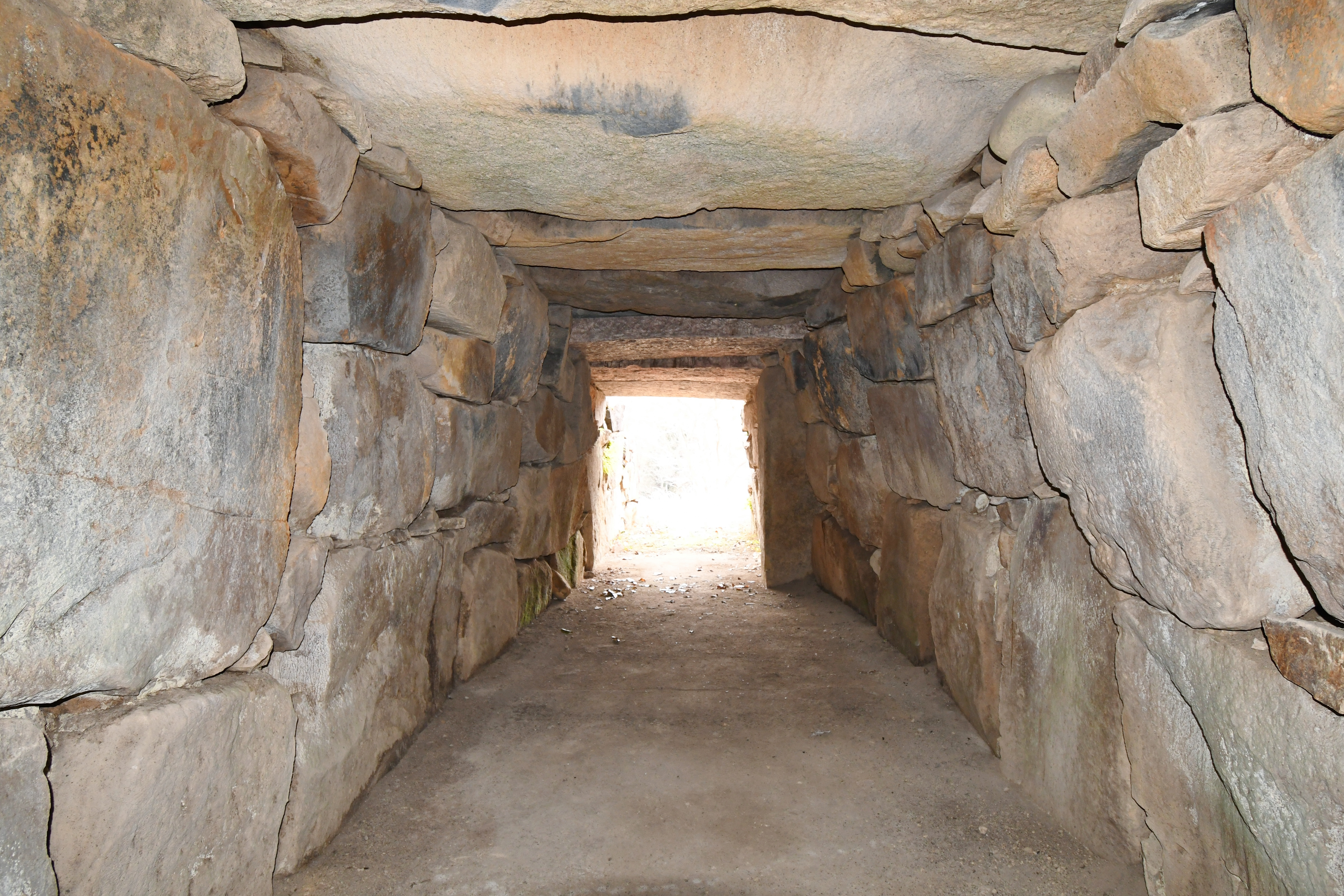
玄室（開口部方向）
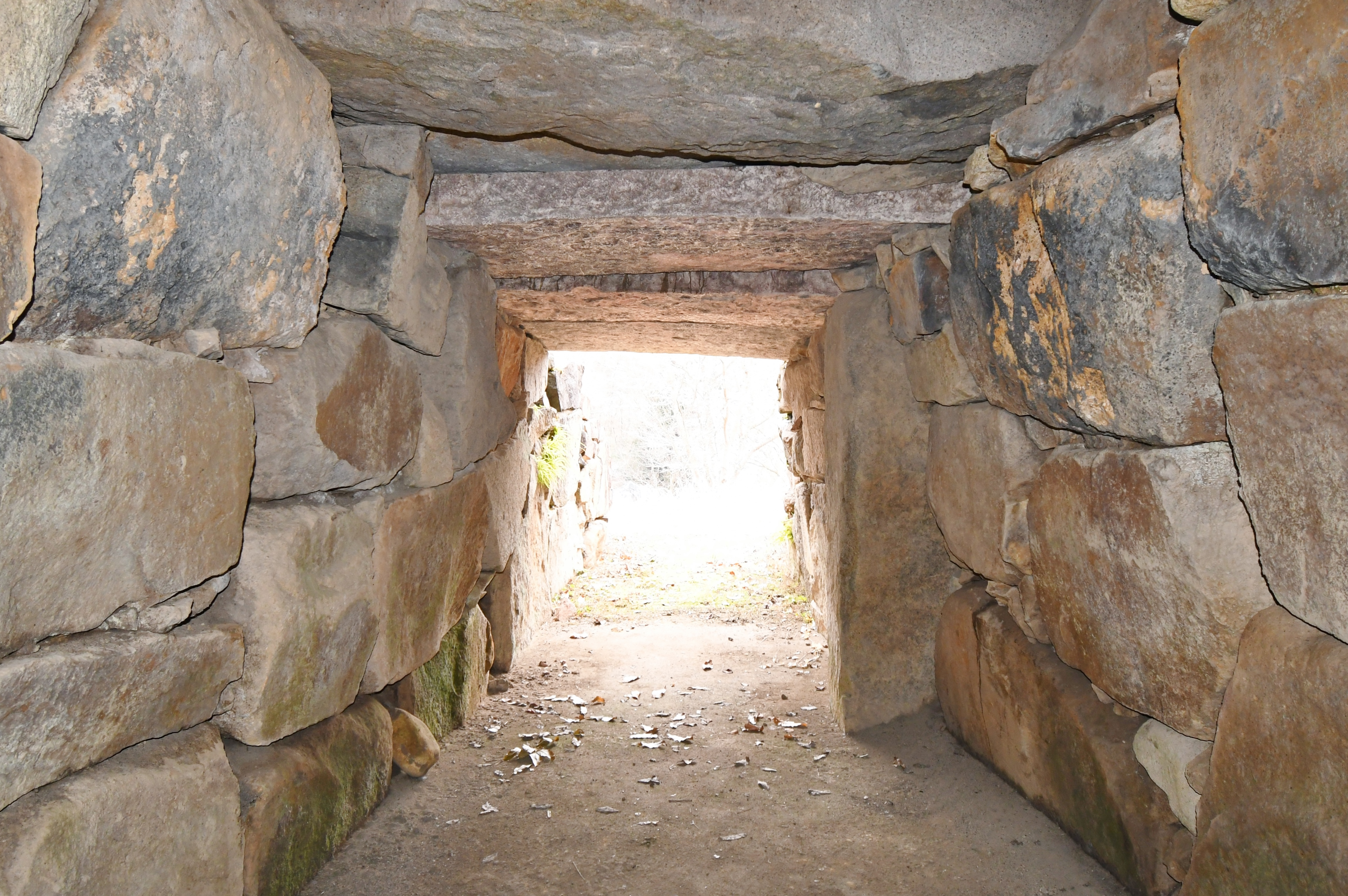
玄門（開口部方向）
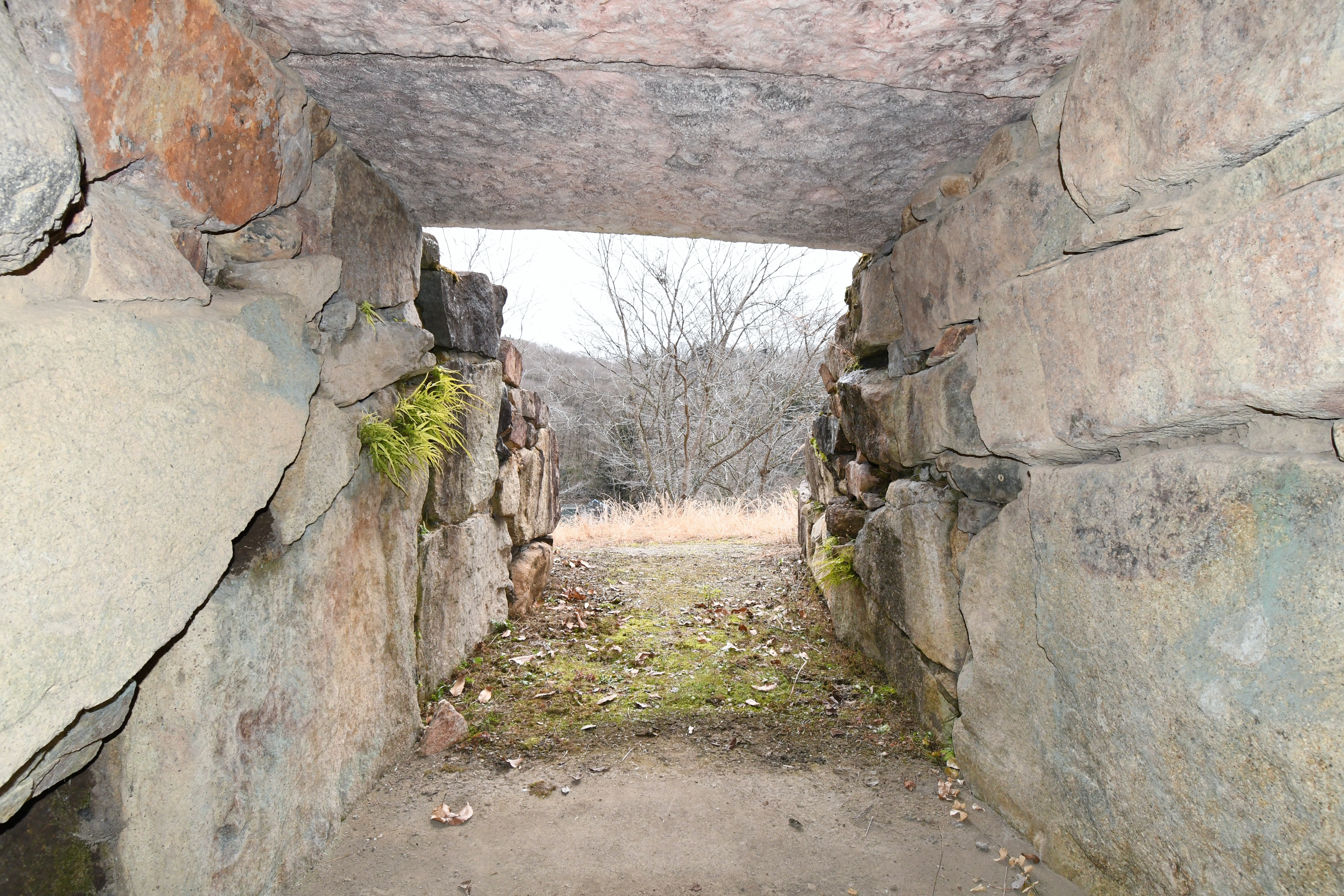
羨道（開口部方向）
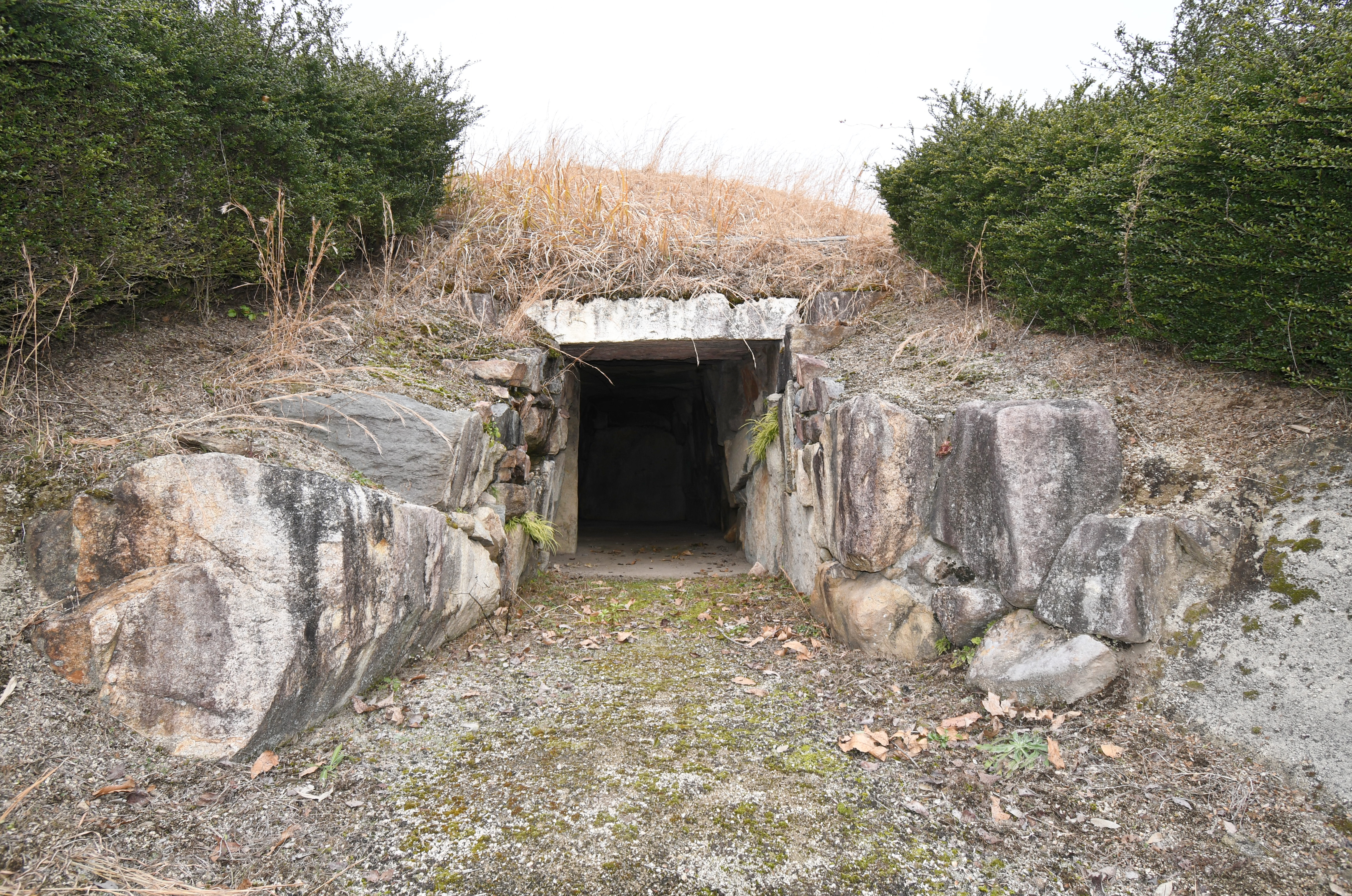
羨道（玄室方向）
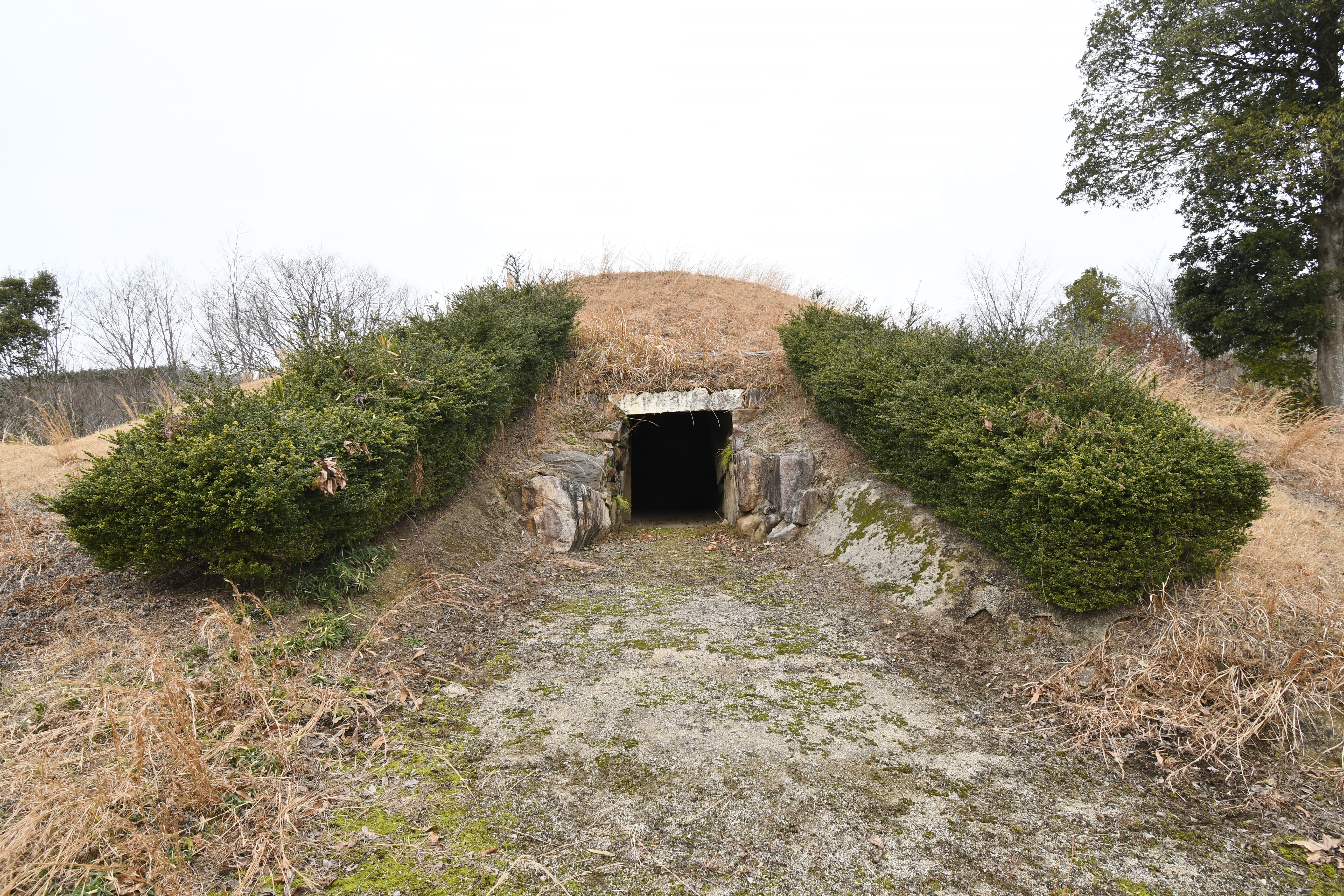
開口部

## 出土品

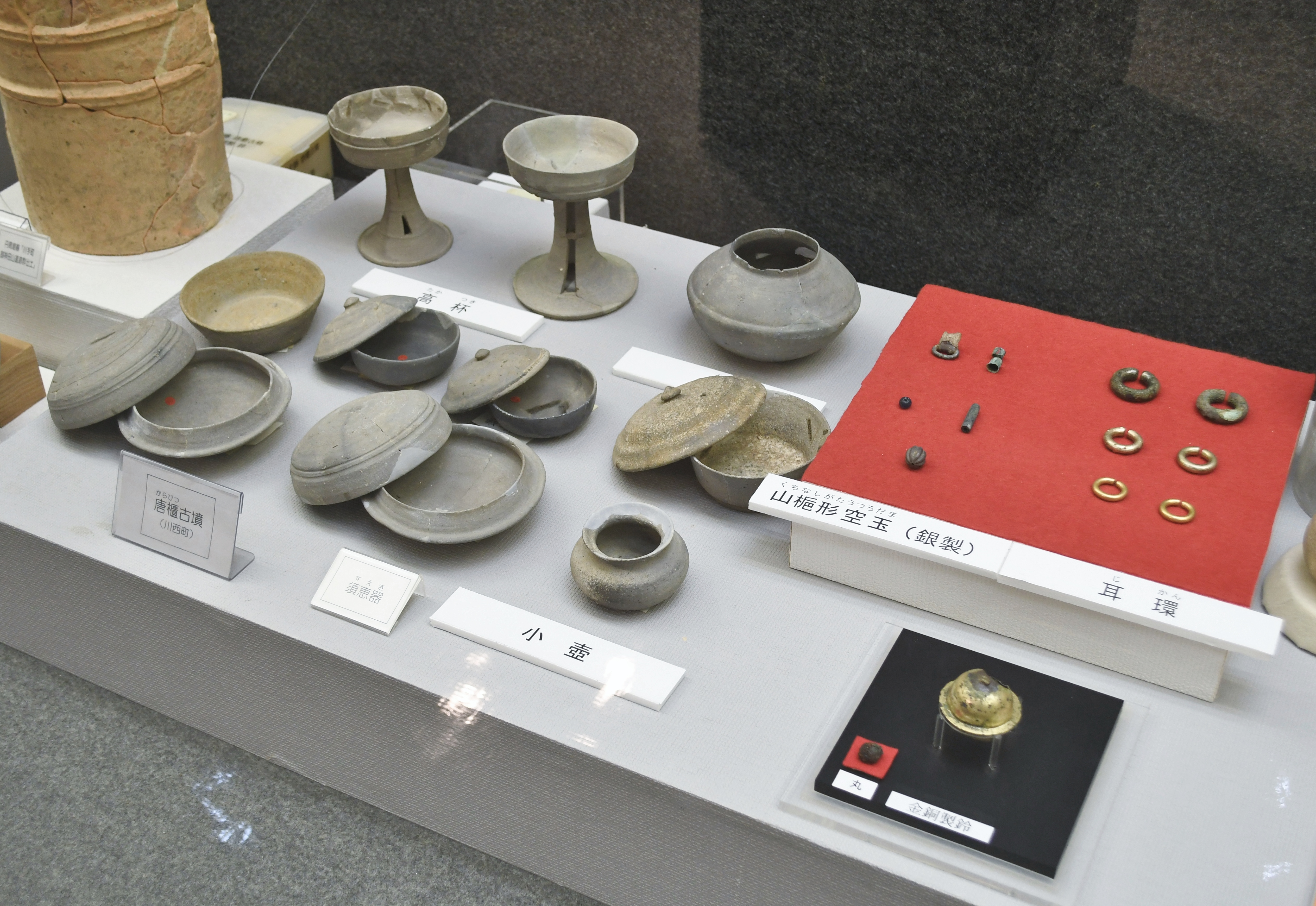
出土品庄原市歴史民俗資料館展示。

石室内の発掘調査で検出された副葬品は次の通り。
- 鉄釘
- 装身具
  - 耳環 6（3対）
  - 銀製山梔形空玉 1 - 全国4例目[2]、畿内の古墳以外では初の出土例[3]。

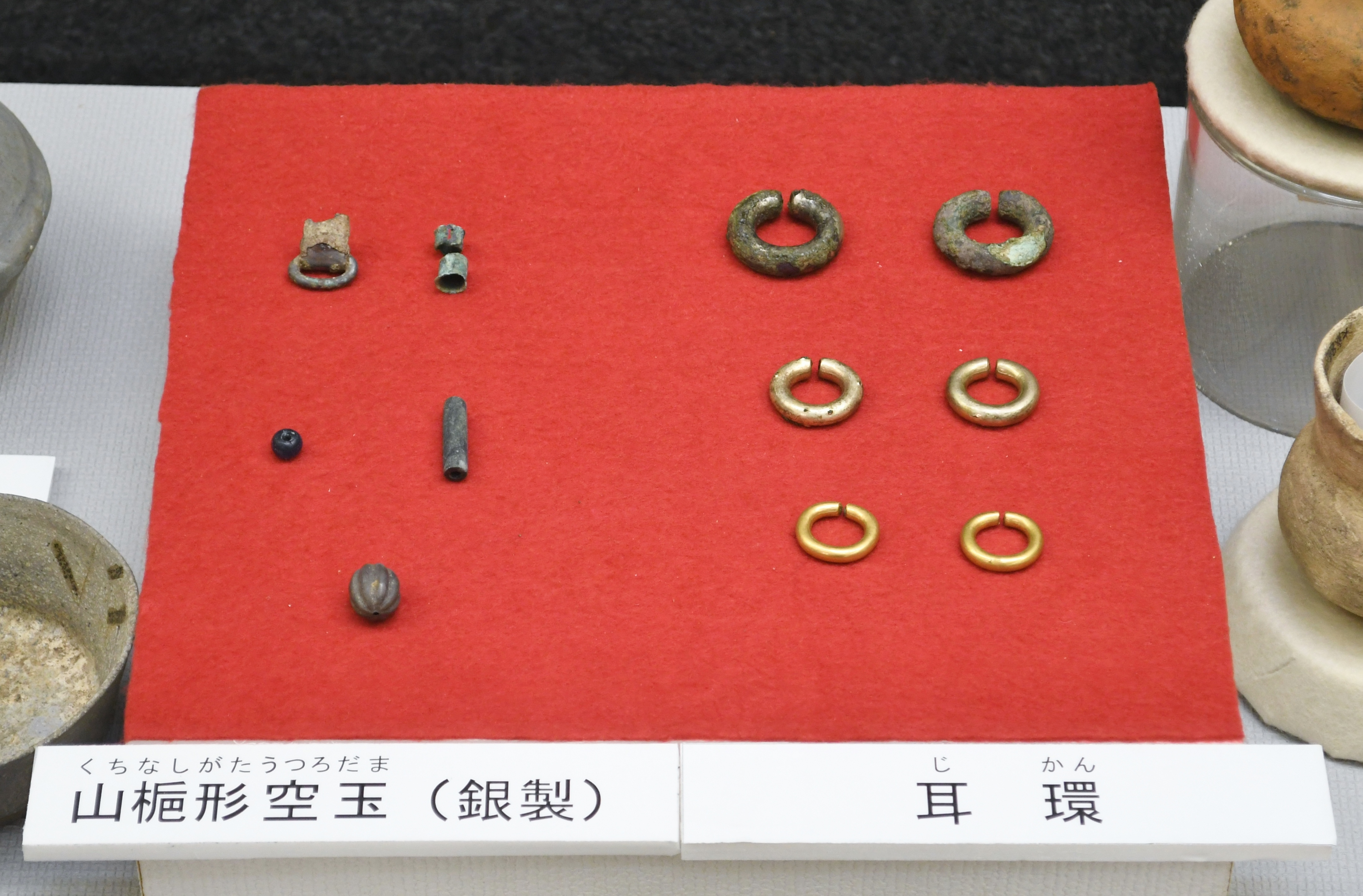
銀製山梔形空玉
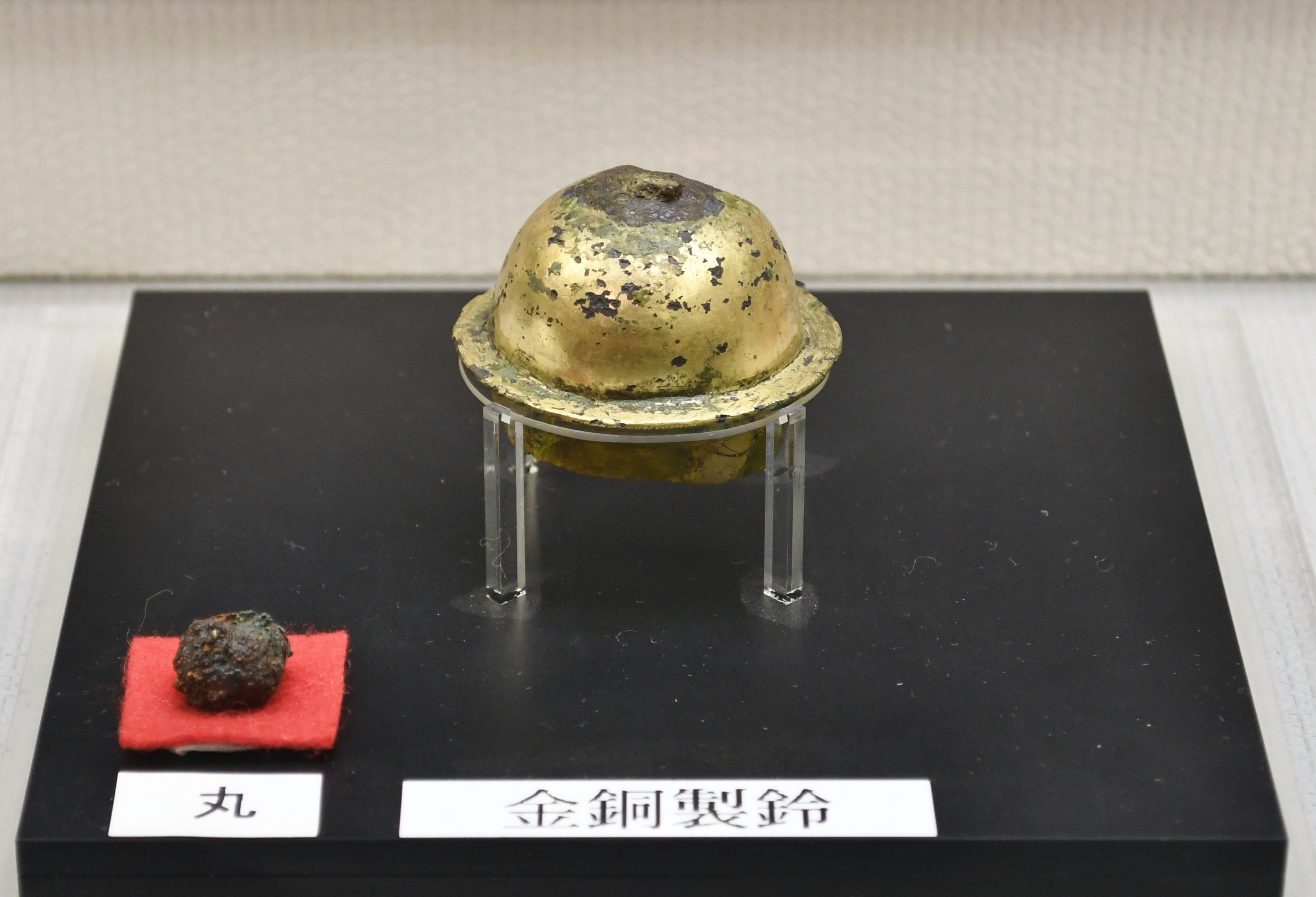
金銅製鈴
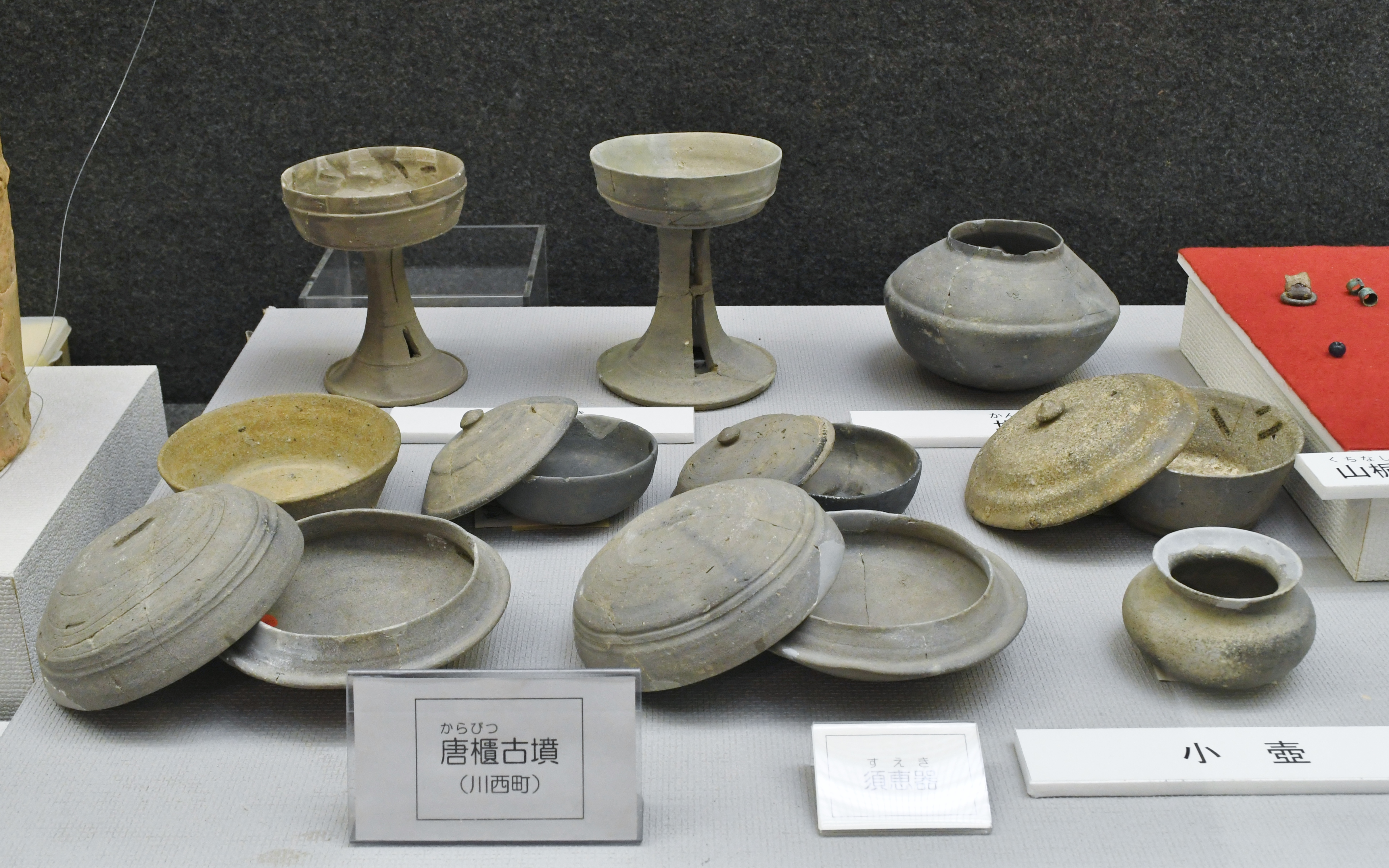
須恵器

  - 金銅製鈴 1
  - ガラス製小玉 1
  - 管玉 1
- 武器
  - 鉄刀 - 圭頭大刀か。
  - 鉄鏃
- 馬具
  - 轡 1
  - 鉸具 8
  - 鞖 1
  - 飾金具 1
  - 鐙吊金具 1
- 須恵器

- 銀製山梔形空玉
- 金銅製鈴
- 須恵器

## 文化財

### 広島県指定文化財
- 史跡
  - 唐櫃古墳 - 1993年（平成5年）2月25日指定。

## 関連施設
- 庄原市歴史民俗資料館（庄原市西本町） - 唐櫃古墳の出土品を保管・展示。

## 関連文献
（記事執筆に使用していない関連文献）
- 『広島県史跡唐櫃古墳 -県北最大の横穴式石室-』庄原市教育委員会〈庄原市文化財調査報告書第10集〉、2000年。
- 『広島県史跡唐櫃古墳整備事業報告書』庄原市教育委員会〈庄原市文化財調査報告書第15集〉、2005年。